# Тутупака
Тутупака — вулкан в регионе Такна в Перу.
Он является частью перуанского сегмента Центральной вулканической зоны, одного из нескольких вулканических поясов в Андах . Тутупака состоит из трёх перекрывающихся вулканов, образованных потоками лавы и вулканическими куполами из андезита и дацита, которые выросли на более старых вулканических породах. Самая высокая из них высотой 5815 м  и в прошлом была покрыта льдом.
В последнее время в Перу активизировались несколько вулканов, включая Тутупака. Их вулканизм вызван погружением плиты Наска под Южноамериканскую плиту. Один из этих вулканов взорвался в историческое время, вероятно, в 1802 году, образовав большую лавину обломков, объём которой, вероятно, превышал 0,6— 0,8 км³ и пирокластический поток. Связанное с этим извержение было одним из крупнейших в Перу, о котором имеются исторические записи. Вулкан активизировался около 700 000 лет назад и продолжал свою деятельность в голоцене, но изначально было неясно, происходили ли исторические извержения; некоторые извержения приписывались менее разрушенному вулкану Юкамане. Правительство Перу планирует следить за будущей активностью вулкана. В Тутупаке наблюдаются геотермальная активность с фумаролами и геотермальными источниками.

## Устная традиция
Жители города Кандараве считали Тутупаку «плохой» горой, а вулкан Юкамане — «хорошей»; это может быть связано с тем, что на Тутупаке недавно происходили вулканические извержения. Перуанский географ Матео Пас Сольдан посвятил Тутупаке оду.